# Menachem Kalisz
Menachem Kalisz (ur. 1860, zm. 1 grudnia 1917) – rabin, drugi cadyk chasydzkiej dynastii Amszynow. Syn cadyka Jaakowa Dawida Kalisza i wnuk Icchaka Kalisza z Warki.
Menachem Kalisz został pochowany na cmentarzu żydowskim przy ulicy Okopowej w Warszawie (kwatera 47, rząd 10).